# Лидер, Даниил Данилович
Дании́л (Дави́д) Дани́лович Ли́дер (укр. Данило Данилович Лідер; 1917—2002) — украинский советский театральный художник, сценограф

, педагог. народный художник УССР (1982).
Действительный член Академии искусств Украины (1997), член Национального союза художников Украины, Национального союза театральных деятелей Украины, Комитета Национальной премии Украины имени Тараса Шевченко.

## Биография
Родился 25 апреля (8 мая) 1917 год в селе Викторфельд (ныне село Викторовка Ростовская область) в немецкой семье.
В 1933—1937 годах учится в Ростовском художественном училище.
В годы Великой Отечественной войны, после оккупации западных регионов СССР вермахтом, как этнический немец был выслан на Урал, работал на трудовом фронте — сперва забойщиком в шахте, затем художником тресту «Эманжилинскуголь» в Челябинской области РСФСР.
В 1946—1954 годах работает главным художником Челябинского театра драмы. В 1955—1962 годах — в ленинградских театрах, где параллельно оканчивает (в 1956 году) ЛИЖСА имени И. Е. Репина. Член СХ СССР с 1962 года.
В 1962 году переезжает в Киев, где с 1963 года работает в Театре оперетты, а с 1965 года занимает пост главного художника КУАДТ имени И. Я. Франко. В качестве художника сотрудничает с другими киевскими театрами..
Одновременно с работой в театре занимается педагогической деятельностью. В период 1973—1980 годы преподаёт на кафедре живописи и композиции КГХИ. В 1975—1980 годах — руководитель театральной мастерской Киевского художественного института. С 1990 года — преподаватель (одновременно и руководитель мастерской), с 1994 — профессор кафедры живописи и композиции Украинской академии искусств. Основал собственную школу сценографии. Его учениками были ряд украинских сценографов, среди которых А. И. Александрович-Дочевский, В. И. Карашевский, М. С. Левитская, С. В. Маслобойщиков, И. А. Несмиянов, О. В. Лунёов, Б. А. Краснов и другие.
Умер 29 декабря 2002 года. Похоронен в Киеве на Байковом кладбище 2 января 2003 года.

### Семья
- жена — Кира Питоева-Лидер, искусствовед, литератор, научный руководитель Литературно-мемориального музея Михаила Булгакова (Киев)[7]

## Сценографические работы
Даниил Лидер оформил более 150 спектаклей

### Театр имени Самуила Цвиллинга(Челябинск)
1. 1950 — «Анна Каренина» Л. Н. Толстого, реж. Медведев Н. А.
2. 1952 — «Любовь Яровая» К. Тренёва (Сталинская премия)

### Театр оперетты(Киев)
1. 1963 — «Фиалка Монмартра» И. Кальмана
2. 1964 — «Цветок Миссисипи» Дж. Керна
3. 1965 — «Ночь в Венеции» И. Штрауса

### Театр имени Леси Украинки(Киев)
1. 1964 — «В день свадьбы» В. С. Розова
2. 1969 — "«Странная миссис Сэвидж» Дж. Патрика
3. «Вишнёвый сад» А. Чехова; реж. И. А. Молостова

### Театр имени Ивана Франко(Киев)
1. 1965 — «Страница дневника» А. Е. Корнейчука; реж. В. Лизогуб
2. 1966 — «Патетическая соната» Н. Кулиша; реж. Д. А. Алексидзе, Сергиенко
3. 1968 — «Ради семейного очага» И. Я. Франко; реж. Б. Мешкис
4. 1970 — «Ярослав Мудрый» И. А. Кочерги; реж. Б. Мешкис
5. 1970 — «Верность» Н. Я. Зарудного
6. 1971 — «В ночь лунного затмения» М. Карима; реж. С. К. Смеян
7. 1973 — «Голубые олени» А. Ф. Коломийца
8. 1974 — «Здравствуй, Припять!» Александра Левады
9. 1980 — «Дядя Ваня» А. П. Чехова; реж. С. В. Данченко
10. 1980 — «Гибель эскадры» А. Е. Корнейчука; реж. Сергей Данченко
11. 1983 — «Визит старой дамы» Ф. Дюрренматта; реж. Сергей Данченко
12. 1985 — «Ливень» А. Ф. Коломийца
13. 1988 — «Каменный властелин» Л. Украинки; реж. Сергей Данченко
14. 1989 — «Тевье-Тевель» Г. И. Горина; реж. Сергей Данченко

### Театр оперы и балета(Киев)
1. 1966 — «Княгиня Волконская» Ю. В. Знатокова
2. 1968 — «Дафнис и Хлоя. Болеро» М. Равеля

## Признание и награды
- Сталинская премия третьей степени (1952) — за оформление спектакля «Любовь Яровая» К. Тренёва в Челябинском АДТ имени С.М. Цвиллинга
- заслуженный деятель искусств УССР (1972)
- 1977 — Золотая медаль 2-го триеналле (1977; Вильнюс) — за декорации спектаклей «Макбет» Шекспира и «Карьера Артуро Уи» Б. Брехта
- народный художник УССР (1982)
- премия имени А. Корнийчука (1988)
- Национальная премия Украины имени Тараса Шевченко (1993) — за оформление спектакля «Тевье-Тевель» по Шолом-Алейхему, поставленный на сцене КУАДТ имени И. Я. Франко
- медали